# Fundació Catalana de l'Esplai
Fundació Catalana de l'Esplai (Fundesplai) és una organització sense ànim de lucre creada l'any 1996 que té com a missió "educar els infants i els joves, enfortir les entitats de lleure i el Tercer Sector, millorar el medi ambient i promoure la ciutadania i la inclusió social, amb voluntat transformadora".
El 2016, la seva acció va arribar a més de 230.000 persones.

## El projecte
Fundesplai és la marca amb què es presenten la Fundació Catalana de l'Esplai i les entitats que aplega.
La Fundació Catalana de l'Esplai agrupa les següents entitats: 
- Federació Catalana de l'Esplai, que impulsa el reconeixement social i educatiu, dona suport, reforça la identitat i la vinculació territorial dels centres d'esplai i n'articula diferents dinàmiques territorials a través del treball en xarxa. En l'actualitat agrupa 93 esplais i projectes de lleure per tot Catalunya.[1] resultat de l'associació entre Movibaix, MEV i Entitats en Moviment. Aplega uns 110 centres, gestionats per uns 1.400 monitors i monitores que mouen uns 12.000 infants a l'any.
- Fundación Esplai, que porta a terme projectes d'àmbit estatal[2]

## Centre Esplai
El 2007 es va inaugurar Centre Esplai, la nova seu de l'entitat, ubicat al barri de Sant Cosme del Prat de Llobregat.
L'edifici, dissenyat per Carles Ferrater Lambarri, allotja les oficines administratives de l'entitat, així com l'alberg més gran de Catalunya i una escola de natura especialitzada en el Delta del Llobregat.
Amb l'assessorament d'en Ramon Folch, l'equipament es va construir amb criteris sostenibles.